# エロスクス
エロスクス（Elosuchus）は、現在でいうアフリカ大陸に生息した、絶滅したワニ形上目新鰐類の属。化石はニジェール、モロッコ、アルジェリアから産出している。

## 記載と分類
エロスクスはインドガビアルのような長く伸びた吻部を有しており、水棲の動物であった可能性が高い。アルジェリアとモロッコから化石が産出したタイプ種E. cherifiensisは元々トラコサウルス属の種としてLavocat (1955)により記載されていたがde Broin (2002)により別属と判断された。ニジェールのEchkar層から化石が産出したElosuchus felixiは2016年にFortignathus属に再分類された。既知の範囲内で最大の頭蓋骨からは、全長は最大約7.7メートルと示唆される。学名はギリシア語の ἕλος（"elos"：湿地・沼沢地）と σοῦχος（"soukos"：ワニ）から来ている。

## 系統

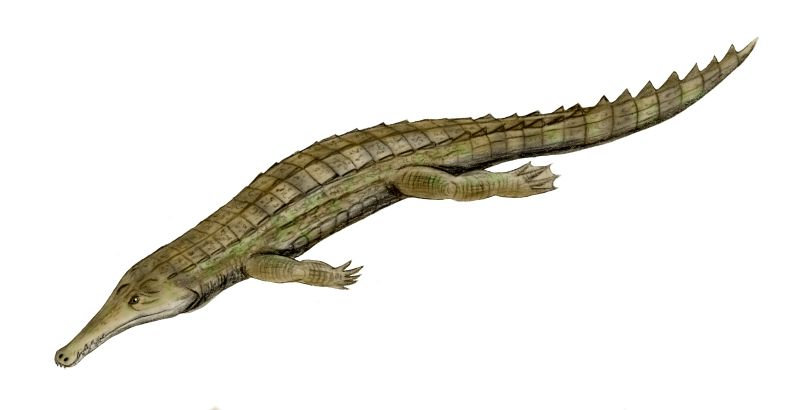
E. cherifiensisの復元図

de Broin (2002)はエロスクス属とストロコスクス属を含む科としてエオスクス科を設立した。しかし、その後の系統解析でストロコスクスは主に非常に基盤的な新鰐類の1つとして配置されており、エロスクスとは遠縁とされている。エロスクスの類縁関係については、本属を単系統群のフォリドサウルス科に含む解析もあれば、ディロサウルス科とフォリドサウルス科とを加えた節（ノード）の姉妹群としてサルコスクスのような分類群と近縁に位置付ける解析もある。